# Barnvagnsfabriken

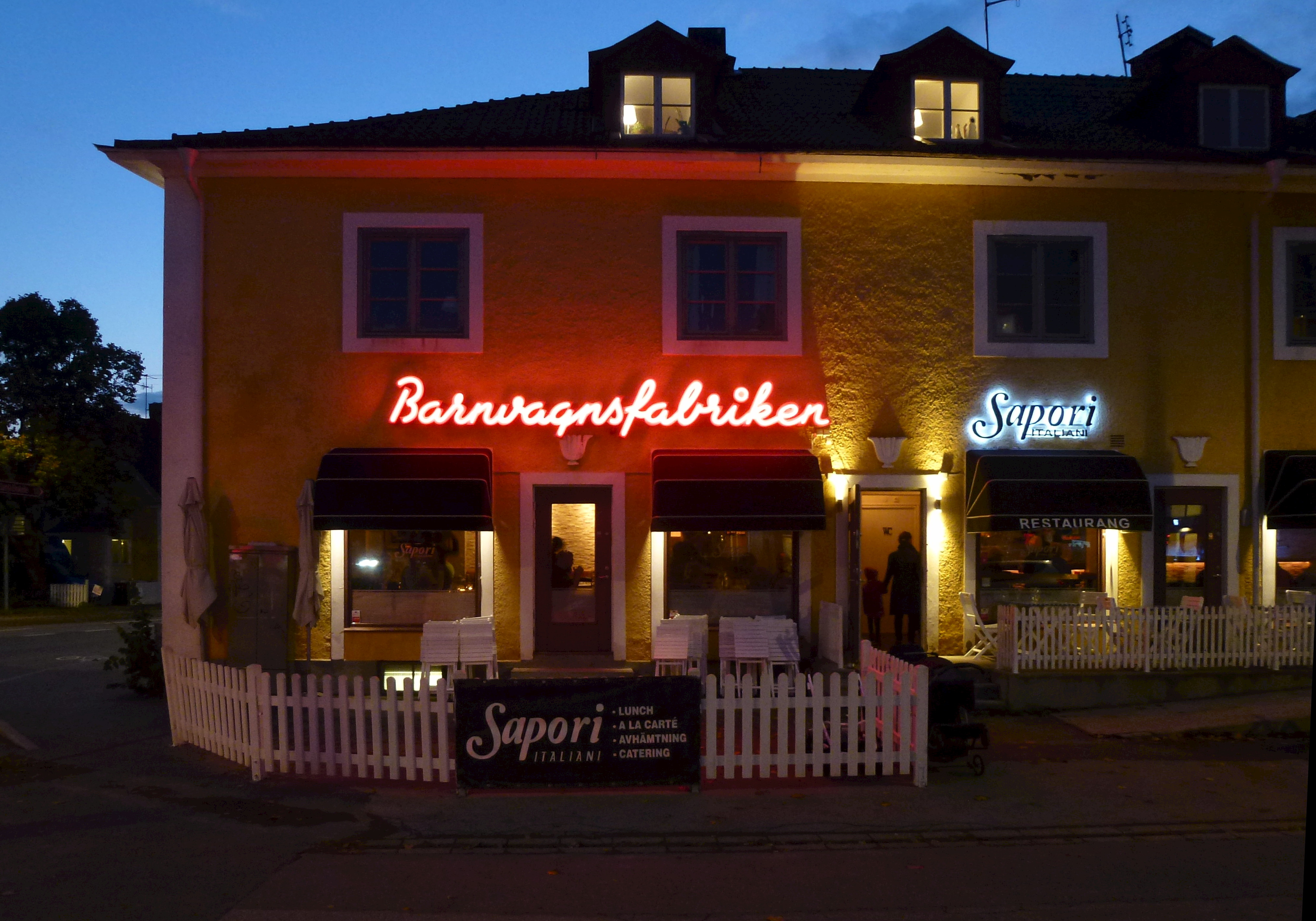
Barnvagnsfabriken på kvällen, 2014.

Barnvagnsfabriken kallas en neonskylt och en tidigare verksamhet i korsningen Sockenvägen 529 / Gamla Tyresövägen 372  i stadsdelen Enskededalen i södra Stockholm. Trots att det inte säljs några barnvagnar här längre finns skylten kvar och har blivit ett välkänt inslag i stadsbilden kring Gamla Enskede och Enskededalen. Både skylt och firmanamn användes under några år av kvarterskrogen Restaurang Barnvagnsfabriken.

## Historik

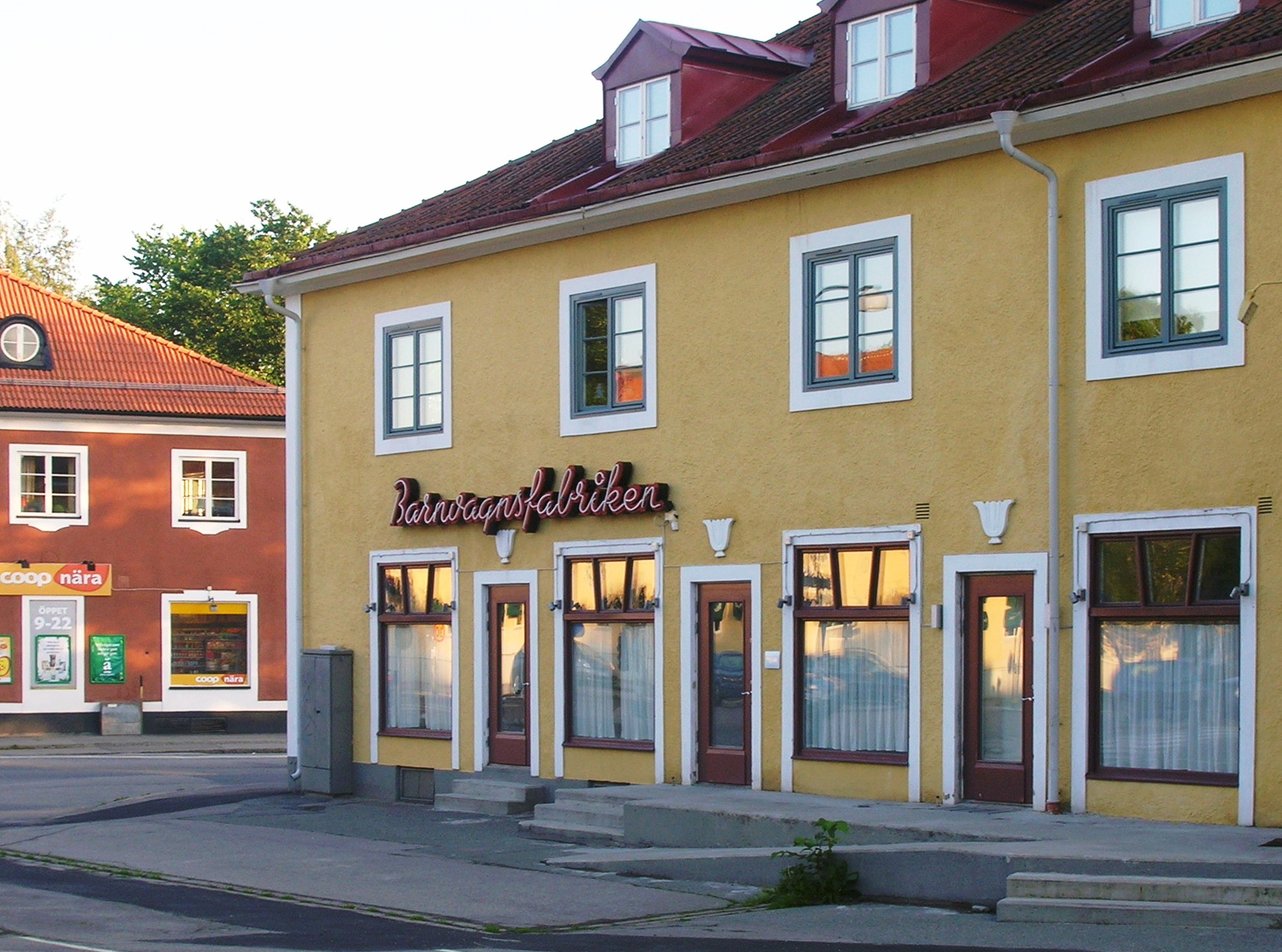
Barnvagnsfabriken på dagen, 2009.

Byggnaden i kvarteret Sotaren uppfördes i mitten av 1920-talet efter ritningar av arkitekt Edvin Engström, som gestaltade fasaderna i den för tiden typiska tjugotalsklassicism. Beställare var Egnahemsbyrån. Man följde stadsplanebestämmelsen från 1923, där en sammanhängande, gruppvis bebyggelse  med butiker i bottenvåningen kring torget vid korsningen Sockenvägen och Tyresövägen (numera Gamla Tyresövägen) föreskrevs. Här fanns även hållplatsen ”Tyresövägen”  längs spårvägslinje 8 (Enskedebanan) och här uppstod ett litet centrum med olika butiker och verksamheter.
I husets källarvåning etablerade sig Barnvagnsfabriken, som tillverkade och sålde barnvagnar och tillbehör. Nyblivna föräldrar från hela Stockholmsområdet handlade här redan på 1920-talet, trots att det var långt utanför staden. Förutom Barnvagnsfabriken och bostäder rymde byggnaden bland annat en mjölkaffär, en köttaffär, en bosättningsaffär, ett café, ett bageri och Ekströms sybehörsaffär.
Försäljning av barnvagnar avtog i mitten av 1990-talet och upphörde helt cirka tio år senare. År 2006 upprustades och ombyggdes fastigheten och hörnlokalen övertogs av kvarterskrogen Restaurang Barnvagnsfabriken, som återanvände både skylt och firmanamn. Efter kvarterskrogen flyttade den exklusiva restaurangen Mistral in 2009, som följdes år 2013 av Sapori Italiani. Den rödlysande neonskylten med text ”Barnvagnsfabriken” i skrivstil härrör troligen från 1930- eller 1940-talet och renoverades av Ståhls skyltar i samband med husets upprustning i början av 2000-talet.